# 레노버EMC
레노버EMC(LenovoEMC, 이전 이름: 아이오메가/Iomega)는 휴대용 기억장치와 기억 매체를 제공하는 회사이다. 이 회사는 1980년에 세워졌으며 208명의 직원을 보유하고 있다. 아이오메가는 캘리포니아 샌디에이고에 본사를 두고 있으며 다른 사무소는 스위스, 싱가포르, 유타에 두고 있다. 잘 알려진 제품으로는 집 드라이브와 재즈 드라이브가 있다. 2008년에 레노보와 합병되었다.

## 하드웨어 제품
- 외장 하드 디스크
- 데스크톱 하드 드라이브
- 이동식 하드 드라이브
- 네트워크 하드 드라이브
- REV 드라이브
- 네트워크 결합 기억장치
- 재즈 드라이브 (1GB, 2GB)
- 집 드라이브 (25MB)
- 포켓 집 드라이브 (40MB)
- 클릭! 드라이브 (40MB)
- 디토 드라이브
- 관리 서비스
- 전자메일 보안

## 같이 보기
- 각운동량